# Megaselia crocicornis
Megaselia crocicornis är en tvåvingeart som beskrevs av Borgmeier 1962. Megaselia crocicornis ingår i släktet Megaselia och familjen puckelflugor. Inga underarter finns listade i Catalogue of Life.